# جامعة لامبونغ مانغكورات
جامعة لامبونغ مانغكورات (بالإنجليزية: Lambung Mangkurat University)‏ هي جامعة تقع في إندونيسيا في كليمنتان الجنوبية.